# Fizikai inga
Fizikai inga elnevezést használunk minden olyan merev testre, ami rögzített tengely körül a nehézségi erő hatására elfordulhat, és lengő mozgást végezhet. Ez akkor valósulhat meg, ha a forgástengely nem megy át a test tömegközéppontján, és nem függőleges.

## A mozgás egyenletei

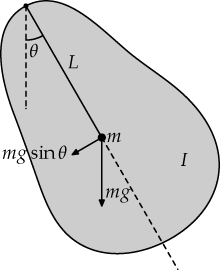
A fizikai inga modellje

A mozgás paramétereit a merev testek rögzített tengely körüli forgását leíró forgásegyenlet alapján lehet meghatározni:
{\displaystyle M=I\beta },
ahol {\displaystyle M} a nehézségi erő forgatónyomatéka az adott tengelyre, {\displaystyle I} a merev test adott tengelyre vonatkozó tehetetlenségi nyomatéka, {\displaystyle \beta } a szöggyorsulás.
A nehézségi erőnek a vízszintes tengelyre vonatkozó forgatónyomatéka az ábra jelöléseivel:
{\displaystyle M=-mgL\sin \theta },
ahol {\displaystyle m} a test tömege, {\displaystyle g} a földi nehézségi gyorsulás, {\displaystyle L} a tömegközéppont és a forgástengely távolsága, {\displaystyle \theta } az a szög, amit a tömegközéppontot és a forgástengelyt összekötő egyenes a függőlegessel bezár. Ez a szög jellemzi a test helyzetét az egyensúlyi helyzethez képest. A negatív előjelet úgy értelmezhetjük, hogy a szögkitérés és a forgatónyomaték ellentétes irányúak. Az ábrán a kitérés jobbra nő, miközben a nehézségi erő balra forgat.
A szöggyorsulás a szögkitérés idő szerinti második deriváltja:
{\displaystyle \beta ={\frac {d^{2}\theta }{dt^{2}}}}.
A merev test forgását meghatározó forgásegyenlet tehát egy másodrendű differenciálegyenlet:
{\displaystyle I{\frac {d^{2}\theta }{dt^{2}}}=-mgL\sin \theta }.
A matematikai ingánál is alkalmazott közelítés, amikor az egyenlet megoldását kis kitérések esetén keressük. Ebben az esetben a szinuszfüggvényt közelíteni lehet magával a szöggel:
{\displaystyle \sin \theta \approx \theta }.
Ezt a közelítést alkalmazva átrendezés után kapjuk:
{\displaystyle {\frac {d^{2}\theta }{dt^{2}}}+{\frac {mgL}{I}}\theta =0}.
Bevezetve a következő jelölést:
{\displaystyle \omega ={\sqrt {\frac {mgL}{I}}}},
az egyenlet a következő alakra hozható:
{\displaystyle {\frac {d^{2}\theta }{dt^{2}}}=-\omega ^{2}\theta }.
Ez az egyenlet a harmonikus rezgőmozgást végző test mozgásegyenlete. A fizikai inga mozgása tehát kis kitéréseknél {\displaystyle \omega }  körfrekvenciájú harmonikus rezgőmozgásnak tekinthető.
A vízszintes tengely körül szabad lengéseket végző inga periódusideje kis kitérések esetén:
{\displaystyle T=2\pi {\sqrt {\frac {I}{mgL}}}}.

## A fizikai inga redukált hossza
Adott fizikai ingához található olyan matematikai inga, amelynek a lengésideje megegyezik az adott fizikai inga lengésidejével. 
A korábbi jelöléseket megtartva és bevezetve az inga {\displaystyle l_{0}} redukált hosszát:
{\displaystyle l_{0}={\frac {I}{mL}}},
a matematikai inga analógiájára a periódusidő átírható: 
{\displaystyle T=2\pi {\sqrt {\frac {l_{0}}{g}}}}.

## Nem vízszintes tengely körüli lengések
Ha a forgástengely nem vízszintes, hanem azzal {\displaystyle \psi } szöget bezáró, akkor a nehézségi erőnek a megfelelő komponensével kell számolnunk. A forgatónyomaték a következő lesz:
{\displaystyle M=-mgL\sin \theta \cos \psi }.
A periódusidő ennek megfelelően:
{\displaystyle T=2\pi {\sqrt {\frac {I}{mgL\cos \psi }}}}.

## Alkalmazások

### Időmérés
Széleskörűen elterjedt alkalmazás az időmérés ingaórával. A 2 másodperc periódusidejű ingát másodpercingának hívják, ennek hossza ~1 m. (Az 1 m hosszú matematikai inga periódusideje 2,006066 s). Az ingaórákban előszeretettel alkalmazzák a másodpercingát, mivel ez az inga minden kilendülésnél egyszer elmozdítja a másodperc mutatót. Az ingaórák a súrlódás következtében pontatlanok lesznek.

### Gravitáció mérése
A g nehézségi gyorsulás változóként szerepel az inga lengésidejének képletében, ez azt jelenti, hogy az inga frekvenciája a Föld különböző pontjain eltérő lesz. Így például, ha egy ingaóra pontosan jár Glasgowban (ahol a g = 9,815 63 m/s²) és ezt az órát elvisszük Kairóba, (ahol g = 9,793 17 m/s²), az inga hosszát 0,23%-kal meg kell rövidíteni
Az inga ennélfogva alkalmas a földmérésben a helyi gravitáció mérésére a Föld bármely pontján – ezt gravimetriának hívják.

### Szeizmológia
Csaknem függőleges tengelyű – úgynevezett horizontális – ingát használtak az első szeizmográfokban a földrengések mérésére. Az inga lengésideje – a fentebb tárgyalt nem vízszintes tengelyű lengéseknél láthatóan – változik, ha megváltozik a vízszintessel bezárt szög. A földrengés következtében megváltozó szög miatt a műszer mutatójának mozgásához tartozó periódusidő megváltozik, ezt egy dobra felcsévélt szalagra rajzolta a műszer.

### Schuler-hangolás
Ahogy először Maximilian Schuler igazolta 1923-ban írt, klasszikussá vált dolgozatában, hogy egy inga, melynek periódusideje pontosan megegyezik egy hipotetikus mesterséges holddal, mely a Föld felszine magasságában kering (ez ~84 perc) a Föld középpontja felé fog mutatni, ha az alapja hirtelen elmozdul. Ez az alapelve a Schuler-hangolásnak, melyet minden inerciális vezérlés tervezésénél figyelembe kell venni, amely a Föld közelében működik, tehát például repülőgépeken vagy hajókon.

### Csatolt ingák
Két csatolt inga kettős ingát alkot. Sok fizikai rendszert lehet modellezni csatolt ingával. Bizonyos feltételek mellett ezek a rendszerek a kaotikus mozgás szemléltetésére is alkalmasak.

### Szórakoztató ingák
Ingát gyakran látni játszótereken. A hinta egy bizonyos fajta parametrikus lengőrendszer. Hintákkal szoktak kiegészíteni körhintákat is a nagyobb élmény kedvéért.

### Rugózás helyettesítése
Az inga hasonlóan viselkedik, mint egy rugó-tömeg rendszer. Néhány esetben (például mozdonyoknál) a kocsiszekrény vízszintes irányú rugózását ingás felfüggesztéssel helyettesítik.

## Lásd még
- Matematikai inga
- Ingaóra
- Foucault-inga
- Kettős inga
- Harmonográf
- Metronom
- Gömbi inga

## Külső hivatkozások
- Az Eötvös-inga (Magyar Tudomány, 1988/7)
- Az Eötvös-inga mérések jelentősége és geodéziai alkalmazásuk